# Paul Kruger (Footballspieler)
Paul Christian Kruger Jr (* 15. Februar 1986 in Rexburg, Idaho) ist ein ehemaliger US-amerikanischer American-Football-Spieler in der National Football League (NFL). Er spielte zuletzt für die New Orleans Saints als Outside Linebacker. Mit den Baltimore Ravens konnte er den Super Bowl XLVII gewinnen.

## College
Kruger besuchte die University of Utah und spielte für deren Team, die Utes, College Football. Er wurde 2004 als Quarterback angeworben. Nach einem Redshirtjahr war Kruger zwei Jahre lang als Missionar der Kirche Jesu Christi der Heiligen der Letzten Tage unterwegs. Danach lief er 2007 und 2008 für die Utes als rechter Defensive End auf.

## NFL

### Baltimore Ravens
Kruger wurde beim NFL Draft 2009 in der zweiten Runde als insgesamt 57. von den Baltimore Ravens ausgewählt. Er kam in den folgenden Saisonen sowohl als Defensive End als auch als Linebacker zum Einsatz. 2012 konnte er mit seinem Team den Super Bowl XLVII gegen die San Francisco 49ers gewinnen, wobei ihm zwei Sacks gelangen.

### Cleveland Browns
Am 12. März 2013 erhielt er von den Cleveland Browns einen Fünfjahresvertrag in der Höhe von 40 Millionen US-Dollar.
Drei Saisons lang kam er in jedem Spiel der Browns zum Einsatz.

### New Orleans Saints
Am 31. August 2016 wurde Kruger von den New Orleans Saints verpflichtet.
Am 9. März 2017 erklärten ihn die Saints zum Free Agent.